# Мальсбург-Марцелль
Мальсбург-Марцелль (нем. Malsburg-Marzell) — община в Германии, в земле Баден-Вюртемберг.
Подчиняется административному округу Фрайбург. Входит в состав района Лёррах. Население составляет 1507 человек (на 31 декабря 2010 года). Занимает площадь 24,92 км².